# 부산광역시도
부산광역시도(釜山廣域市道)는 부산광역시의 구역에 있는 자동차 전용도로, 간선 또는 보조간선기능 등을 수행하는 도로로서 부산광역시장이 그 노선을 인정한 것을 말한다.

## 구성
부산광역시도는 크게 두자리 번호를 가진 광역시도와 네자리 번호를 가진 광역시도로 구성되어 있으며 숫자는 다음과 같이 구성되어 있다.
- 순환선 및 도시고속도로는 연속된 숫자로 구성된 번호를 부여한다. (예 : 11, 22, 33...)
- 서쪽에서 동쪽으로 횡단하는 도로에는 일의 자리 숫자가 0인 번호를 부여한다. (예 : 10, 20, 30...)
- 남쪽에서 북쪽으로 종단하는 도로에는 일의 자리 숫자가 1인 번호를 부여한다. (예 : 21, 31, 41...)
- 네자리 번호로 구성된 광역시도는 앞의 두자리 숫자에 해당하는 광역시도에서 분기함을 의미하며, 뒤의 두자리 숫자는 횡단 및 종단 유무에 관계없이 시점부터 차례대로 번호를 부여한다.

## 역사
- 2001년 7월 26일 : 노선 지정[1]
- 2007년 6월 13일 : 노선 개편[2]
- 2012년 11월 28일 : 노선 개편[3]
- 2017년 12월 27일 : 노선 개편[4]

## 노선
- 부산광역시 고시 제2017-423호 기준

| 표지 | 노선 번호               | 노선명                                                   | 시점                      | 종점                                 | 길이    | 비고                                   |
| ---- | ----------------------- | -------------------------------------------------------- | ------------------------- | ------------------------------------ | ------- | -------------------------------------- |
| 10   | 부산광역시도 제10호선   | 낙동남로, 낙동대로, 대영로                               | 강서구 송정동 시계        | 영주 교차로                          | 20.8km  | 횡단선                                 |
| 11   | 부산광역시도 제11호선   | 번영로(제1도시고속도로)                                  | 구서IC                    | 제5부두                              | 18.5km  | 도시고속도로                           |
| 12   | 부산광역시도 제12호선   | 남해안대로, 엄궁대로                                     | 창원2터널 부산 경계       | 북항                                 | 20.5km  | 미개통                                 |
| 14   | 부산광역시도 제14호선   | 사상대로                                                 | 강서구 가락동             | 수영구 황령대로                      | 8.6km   | 미개통 도로                            |
| 15   | 부산광역시도 제15호선   | 호계로, 가락대로                                         | 강서구 가락동             | 가락동 시 경계                       | 4.5km   |                                        |
| 17   | 부산광역시도 제17호선   | 거가대로                                                 | 강서구 송정동             | 부산 시 경계                         | 13.0km  |                                        |
| 20   | 부산광역시도 제20호선   | 자성로, 수영로, 센텀남대로                               | 좌천삼거리                | 벡스코                               | 10.6km  | 횡단선                                 |
| 21   | 부산광역시도 제21호선   | 에코델타1로                                              | 강서첨단                  | 국도 제14호선                        | 16.7km  | 미개통 도로 2017년 12월 27일 노선 신설 |
| 22   | 부산광역시도 제22호선   | 동서고가로(제2도시고속도로)                              | 감만동                    | 낙동대교                             | 14.8km  | 도시고속도로                           |
| 23   | 부산광역시도 제23호선   | 해운대로, 기장대로                                       | 좌동지하차도 교차로       | 기장군 교리삼거리                    | 9.8km   |                                        |
| 24   | 부산광역시도 제24호선   | 황령대로                                                 | 범내골 교차로             | 49호 광장                            | 5.4km   |                                        |
| 25   | 부산광역시도 제25호선   | 에코델타2로                                              | 강서첨단                  | 국도 제14호선                        | 15.8km  | 미개통 도로 2017년 12월 27일 신설      |
| 30   | 부산광역시도 제30호선   | 가야대로                                                 | 낙동대교 입구             | 서면 교차로                          | 8.0km   | 횡단선                                 |
| 31   | 부산광역시도 제31호선   | 르노삼성대로, 공항로                                     | 을숙도대로 분기점(명지동) | 대동 시계(대동수문)                  | 19.1km  | 종단선                                 |
| 32   | 부산광역시도 제32호선   | 신암로, 범천로, 신천대로, 동평로, 연수로                 | 범곡 교차로               | 수영 교차로                          | 10.5km  |                                        |
| 33   | 부산광역시도 제33호선   | 관문대로(제3도시고속도로)                                | 제5부두                   | 삼락IC                               | 10.8km  | 도시고속도로                           |
| 34   | 부산광역시도 제34호선   | 제2백양로                                                | 식만JC                    | 하마정 교차로                        | 16.3km  | 미개통 도로                            |
| 35   | 부산광역시도 제35호선   | 백양대로                                                 | 진양삼거리                | 덕천 교차로                          | 12.1km  |                                        |
| 36   | 부산광역시도 제36호선   | 월드컵대로, 황령대로                                     | 황령대로                  | 시민도서관삼거리                     | 8.5km   |                                        |
| 38   | 부산광역시도 제38호선   | 센텀북대로                                               | 수영3호교 서측            | 센텀고교 북측                        | 800m    |                                        |
| 40   | 부산광역시도 제40호선   | 낙동북로, 낙동대로, 만덕대로, 충렬대로, 해운대로, 좌동로 | 강동동 시 경계(김해교)    | 좌동지하차도 교차로                  | 26.5km  | 횡단선                                 |
| 41   | 부산광역시도 제41호선   | 낙동대로, 금곡대로                                       | 하단 교차로               | 금곡동 시계                          | 21.0km  | 종단선                                 |
| 42   | 부산광역시도 제42호선   | 해운대우회로                                             | 수영강변대로              | 해운대로                             | 7.9km   | 미개통 도로 2017년 12월 27일 신설      |
| 43   | 부산광역시도 제43호선   | 다대로                                                   | 66호 광장                 | 당리동주민센터                       | 11.6km  |                                        |
| 44   | 부산광역시도 제44호선   | 제4도시고속도로(수영강변대로)                            | 센텀시티                  | 구서IC                               | 10.9km  | 도시고속도로 번영로와 3.9km 중         |
| 50   | 부산광역시도 제50호선   | 정관로, 산단로                                           | 두명 교차로               | 덕산 교차로                          | 10.5km  | 횡단선                                 |
| 51   | 부산광역시도 제51호선   | 보수대로, 학감대로                                       | 자갈치 교차로             | 백양로                               | 8.4km   | 종단선                                 |
| 53   | 부산광역시도 제53호선   | 충무대로, 감천로                                         | 감천삼거리                | 충무 교차로                          | 5.4km   |                                        |
| 55   | 부산광역시도 제55호선   | 제5도시고속도로                                          | 덕천IC                    | 금곡동 시 경계                       | 6.8km   | 도시고속도로                           |
| 61   | 부산광역시도 제61호선   | 구덕로, 중앙대로                                         | 충무 교차로               | 노포동 시 경계                       | 26.0km  | 종단선                                 |
| 63   | 부산광역시도 제63호선   | 대교로, 태종로                                           | 태종대 입구               | 세관삼거리                           | 9.7km   |                                        |
| 66   | 부산광역시도 제66호선   | 내부순환도로                                             | 66호 광장                 | 66호 광장                            | 52.79km | 순환선                                 |
| 71   | 부산광역시도 제71호선   | 충장대로, 우암로, 전포대로, 중앙대로, 거제대로           | 중앙동사거리              | 교육대학앞                           | 12.0km  | 종단선                                 |
| 73   | 부산광역시도 제73호선   | 우암로                                                   | 북항로(신선대역 앞)       | 동래 교차로                          | 3.93km  |                                        |
| 77   | 부산광역시도 제77호선   | 외부순환도로                                             | 66호 광장                 | 광안대교 센텀 요금소                 | 61.17km | 순환선                                 |
| 79   | 부산광역시도 제79호선   | 좌수영로, 과정로, 수안로, 명륜로                         | 민락 교차로               | 동래 교차로                          | 6.2km   |                                        |
| 81   | 부산광역시도 제81호선   | 석대로, 정관산업로                                       | 반송로(세양물류 앞)       | 국가지원지방도 제60호선(정관 교차로) | 14.0km  | 종단선                                 |
| 88   | 부산광역시도 제88호선   | 광역순환도로                                             | 녹산공단                  | 기장군 오산마을                      | 28.48km | 순환선                                 |
| 91   | 부산광역시도 제91호선   | 반송로, 기장대로                                         | 연산 교차로               | 명례리 시 경계                       | 34.4km  | 종단선                                 |
| 1001 | 부산광역시도 제1001호선 | 생곡로                                                   | 강서구 녹산수문           | 강서구 세산 교차로                   | 3.9km   |                                        |
| 1002 | 부산광역시도 제1002호선 | 하신중앙로                                               | 하단 교차로               | 신평어귀삼거리                       | 3.6km   |                                        |
| 1003 | 부산광역시도 제1003호선 | 장평로                                                   | 사하초등학교              | 장림우체국                           | 3.2km   | 구 부산광역시도 제4106호선             |
| 1004 | 부산광역시도 제1004호선 | 망양로                                                   | 서대신 교차로             | 성동중교                             | 10.3km  | 구 부산광역시도 제4107호선             |
| 1005 | 부산광역시도 제1005호선 | 대티터널로                                               | 사하로                    | 구덕로                               | 2.58km  | 미개통 도로 2017년 12월 27일 신설      |
| 1501 | 부산광역시도 제1501호선 | 상덕로                                                   | 강서구 죽림강동교         | 덕천평강교 입구                      | 1.7km   |                                        |
| 1701 | 부산광역시도 제1701호선 | 거가대로1길                                              | 거가대로                  | 남컨테이너부두 항만배후단지          | 0.7km   | 미개통 도로 2017년 12월 27일 신설      |
| 2001 | 부산광역시도 제2001호선 | 진남로                                                   | 대연사거리                | 연제구청삼거리                       | 6.4km   |                                        |
| 2002 | 부산광역시도 제2002호선 | 용소로, 용호로, 신선대산복로, 동명로                     | 용소삼거리                | 동명오거리                           | 6.5km   |                                        |
| 2003 | 부산광역시도 제2003호선 | 광남로, 해운대해변로                                     | 남천 교차로               | 동백사거리                           | 5.8km   |                                        |
| 2004 | 부산광역시도 제2004호선 | 수영강변대로                                             | 수영1호교 동측            | 좌수영교 동측                        | 1.0km   |                                        |
| 2005 | 부산광역시도 제2005호선 | 센텀동로                                                 | 홈플러스                  | 교통안전공단 앞                      | 2.0km   |                                        |
| 2101 | 부산광역시도 제2101호선 | 화전산단로                                               | 화전산업대로              | 에코델타1로                          | 1.6km   | 미개통 도로 2017년 12월 27일 신설      |
| 2301 | 부산광역시도 제2301호선 | 송정중앙로, 기장해안로, 일광로, 해맞이로                 | 송정2호교                 | 기장 시 경계                         | 21.2km  |                                        |
| 2302 | 부산광역시도 제2302호선 | 동부산관광로                                             | 기장대로                  | 기장해안로                           | 1.21km  |                                        |
| 2303 | 부산광역시도 제2303호선 | 청연로                                                   | 기장대로                  | 기장해안로                           | 1.12km  |                                        |
| 2304 | 부산광역시도 제2304호선 | 대변로, 무양로                                           | 청강사거리                | 기장 대변                            | 1.6km   |                                        |
| 2305 | 부산광역시도 제2305호선 | 대청로, 차성로                                           | 청강사거리                | 국도 제14호선                        | 4.7km   |                                        |
| 2401 | 부산광역시도 제2401호선 | 광안해변로, 민락본동로                                   | 49호 광장                 | 수영1호교                            | 7.1km   |                                        |
| 3001 | 부산광역시도 제3001호선 | 사상로                                                   | 주례 교차로               | 구포삼거리                           | 6.4km   |                                        |
| 3002 | 부산광역시도 제3002호선 | 성지곡로, 새싹로                                         | 서면 교차로               | 성지곡 삼환아파트                    | 4.2km   |                                        |
| 3101 | 부산광역시도 제3101호선 | 공항진입로                                               | 공항삼거리                | 공항주차장                           | 1.4km   |                                        |
| 3201 | 부산광역시도 제3201호선 | 신암로                                                   | 범천2동사무소             | 가야굴다리삼거리                     | 1.9km   |                                        |
| 3202 | 부산광역시도 제3202호선 | 동평로                                                   | 부암 교차로               | 백양로                               | 1.8km   |                                        |
| 3203 | 부산광역시도 제3203호선 | 과정로, 연안로                                           | 망미삼거리                | 충렬로(SK아파트 앞)                  | 2.7km   |                                        |
| 3204 | 부산광역시도 제3204호선 | 성지로                                                   | 하야리아부대 정문         | 초읍삼거리                           | 1.4km   |                                        |
| 3501 | 부산광역시도 제3501호선 | 덕천우회로                                               | 백양로(대2-5)             | 구포대교 입구                        | 4.7km   | 미개통 도로                            |
| 3502 | 부산광역시도 제3502호선 | 덕천로, 만덕2로                                          | 구포시장삼거리            | 만덕 교차로                          | 3.5km   |                                        |
| 3601 | 부산광역시도 제3601호선 | 만덕3로                                                  | 함박봉로                  | 월드컵대로                           | 4.37km  | 미개통 도로 2017년 12월 27일 신설      |
| 4001 | 부산광역시도 제4001호선 | 구만덕로, 쇠미로                                         | 만덕사거리                | 미남교                               | 2.4km   |                                        |
| 4002 | 부산광역시도 제4002호선 | 명륜로, 부곡로                                           | 명륜 교차로               | 부곡2파출소                          | 3.4km   |                                        |
| 4003 | 부산광역시도 제4003호선 | 반여로, 반여우회로                                       | 반여1동사무소             | 반송로                               | 3.7km   | 미개통 도로                            |
| 4004 | 부산광역시도 제4004호선 | 재반로                                                   | 동부지청어귀삼거리        | 반여동 새마을금고                    | 2.7km   |                                        |
| 4005 | 부산광역시도 제4005호선 | 동백로, 해운대해변로, 해운대로                           | 운촌삼거리                | 해운대 신시가지                      | 4.9km   |                                        |
| 4006 | 부산광역시도 제4006호선 | 좌동순환로                                               | 해운대 중동역             | 해운대 중동역                        | 5.1km   |                                        |
| 4007 | 부산광역시도 제4007호선 | 구남로, 해운대해변로, 달맞이길                           | 해운대역                  | KT부산 해저통신국앞(해운로)          | 9.0km   |                                        |
| 4008 | 부산광역시도 제4008호선 | APEC로, 수영강변대로                                     | 수영1호교                 | 올림픽 교차로                        | 1.2km   |                                        |
| 4009 | 부산광역시도 제4009호선 | 센텀5로                                                  | 충렬로                    | 센텀남북3로                          | 600m    |                                        |
| 4010 | 부산광역시도 제4010호선 | 센텀중앙로, 센텀3로                                      | APEC로                    | 센텀파크 북측                        | 2.1km   |                                        |
| 4011 | 부산광역시도 제4011호선 | 대저로                                                   | 평강(국도 제14호선)       | 구포대교                             | 3.0km   | 구 부산광역시도 제3601호선             |
| 4101 | 부산광역시도 제4101호선 | 학장로                                                   | 엄궁삼거리                | 주례 교차로                          | 3.2km   |                                        |
| 4102 | 부산광역시도 제4102호선 | 장인로, 새벽로                                           | 감전사거리                | 서부터미널사거리                     | 5.5km   |                                        |
| 4103 | 부산광역시도 제4103호선 | 광장로                                                   | 괘법교삼거리              | 사상역                               | 1.1km   |                                        |
| 4104 | 부산광역시도 제4104호선 | 삼덕로                                                   | 낙동로                    | 백양공원삼거리                       | 1.1km   |                                        |
| 4105 | 부산광역시도 제4105호선 | 의성로                                                   | 화명주공아파트삼거리      | 성림맨션앞사거리                     | 1.4km   |                                        |
| 4108 | 부산광역시도 제4108호선 | 학사로                                                   | 수정역                    | 율리역                               | 3.1km   |                                        |
| 4109 | 부산광역시도 제4109호선 | 화명신도시로                                             | 대림쌍용강변타운          | 한국산업인력공단(북수사업소)         | 2.6km   |                                        |
| 4110 | 부산광역시도 제4110호선 | 화명대로                                                 | 화명역                    | 화명역                               | 500m    |                                        |
| 4301 | 부산광역시도 제4301호선 | 홍티로, 장림로, 하신번영로                               | 장림동 도시가스앞삼거리   | 대아선재 앞                          | 3.9km   |                                        |
| 4302 | 부산광역시도 제4302호선 | 다대로1066번길, 장림동서로                               | 장림동 도시가스           | 다대로                               | 2.3km   | 미개통 도로                            |
| 5001 | 부산광역시도 제5001호선 | 정관로                                                   | 대1-46호선                | 국가지원지방도 제60호선              | 6.5km   |                                        |
| 5002 | 부산광역시도 제5002호선 | 정관4로, 용수로                                          | 산단로                    | 정관중앙로                           | 1.4km   |                                        |
| 5003 | 부산광역시도 제5003호선 | 산단2로, 구연방곡로, 산단4로                             | 산단로                    | 산단로                               | 2.6km   |                                        |
| 5101 | 부산광역시도 제5101호선 | 구덕로                                                   | 충무 교차로               | 구덕공설운동장                       | 2.4km   |                                        |
| 5102 | 부산광역시도 제5102호선 | 구덕터널우회로                                           | 학장동 826                | 서대신동3가 706                      | 2.5km   | 미개통 도로                            |
| 5103 | 부산광역시도 제5103호선 | 흑교로                                                   | 부평 교차로               | 흑교사거리                           | 1.13km  |                                        |
| 5301 | 부산광역시도 제5301호선 | 원양로, 암남공원로                                       | 감천로                    | 송도교차로                           | 5.5km   |                                        |
| 5302 | 부산광역시도 제5302호선 | 천마로, 해돋이로                                         | 송도 교차로               | 서대신동 민들레맨션앞                | 3.0km   |                                        |
| 6101 | 부산광역시도 제6101호선 | 절영로, 태종로                                           | 영도대교 입구             | 삼창그린앞삼거리                     | 5.8km   |                                        |
| 6102 | 부산광역시도 제6102호선 | 노포사송로                                               | 노포검문소                | 부산 양산시 경계                     | 2.5km   |                                        |
| 6103 | 부산광역시도 제6103호선 | 고분로, 과정교                                           | 연산 교차로               | 해운대자동차검사소 입구              | 3.5km   |                                        |
| 6104 | 부산광역시도 제6104호선 | 여고로, 사직로                                           | 중앙대로                  | 사직여자중학교                       | 2.27km  |                                        |
| 6105 | 부산광역시도 제6105호선 | 식물원로                                                 | 온천삼거리                | 금강공원(식물원)                     | 1.0km   |                                        |
| 6106 | 부산광역시도 제6106호선 | 체육공원로, 여락송정로, 철마삼동로                       | 금정구청앞삼거리          | 두구동 철마교                        | 7.7km   |                                        |
| 6107 | 부산광역시도 제6107호선 | 금정도서관로                                             | 범어사역 입구             | 선동 622-3                           | 1.6km   |                                        |
| 6108 | 부산광역시도 제6108호선 | 금강공원로, 온천장로, 금정로                             | 금정경찰서                | 온천현대병원                         | 3.5km   |                                        |
| 6109 | 부산광역시도 제6109호선 | 서전로                                                   | 부전동(9호 광장)          | 진남로                               | 900m    |                                        |
| 6301 | 부산광역시도 제6301호선 | 대청로                                                   | 연안부두삼거리            | 부민사거리                           | 1.5km   |                                        |
| 6302 | 부산광역시도 제6302호선 | 봉래산터널로                                             | 부산대교                  | 동삼혁신도시                         | 3.1km   | 미개통 도로 2017년 12월 27일 신설      |
| 6601 | 부산광역시도 제6601호선 | 사하로                                                   | 장림고개                  | 괴정사거리                           | 1.8km   |                                        |
| 6602 | 부산광역시도 제6602호선 | 감천항로                                                 | 감천화력발전소 후문       | 구평방파제                           | 5.2km   |                                        |
| 6603 | 부산광역시도 제6603호선 | 신선남로, 백운포로                                       | 신선로                    | 용호동 중2-176                       | 2.5km   | 미개통 도로                            |
| 6604 | 부산광역시도 제6604호선 | 분포로                                                   | 남천동(49호 광장)         | 용호동 176-11                        | 1.5km   |                                        |
| 7101 | 부산광역시도 제7101호선 | 범일로                                                   | 충장대로                  | 범내골                               | 1.8km   |                                        |
| 7102 | 부산광역시도 제7102호선 | 아시아드대로, 우장춘로, 금샘로, 청룡로                   | 거제동 현대아파트앞       | 범어사입구 교차로                    | 13.8km  | 구 부산광역시도 제6605호선             |
| 7301 | 부산광역시도 제7301호선 | 유엔로                                                   | 서울아파트                | 차량등록소앞                         | 4.3km   |                                        |
| 7302 | 부산광역시도 제7302호선 | 석포로, 유엔평화로                                       | 감만삼거리                | 대연사거리                           | 2.3km   |                                        |
| 7701 | 부산광역시도 제7701호선 | 녹산화전로                                               | 녹산동 산양               | 녹산공단 해안                        | 3.3km   |                                        |
| 7702 | 부산광역시도 제7702호선 | 녹산산업중로                                             | 녹산신호 교차로           | 진해시계                             | 4.8km   |                                        |
| 7703 | 부산광역시도 제7703호선 | 녹산산단442로, 녹산산단382로, 녹산산단262로              | 녹산산업16길              | 녹산산업도로                         | 3.2km   |                                        |
| 7704 | 부산광역시도 제7704호선 | 녹산산단262로, 녹산산단261로                             | 녹산해안로                | 녹산산업북로                         | 1.6km   |                                        |
| 7705 | 부산광역시도 제7705호선 | 녹산산단322로, 녹산산단321로                             | 녹산해안로                | 녹산산업북로                         | 1.6km   |                                        |
| 7706 | 부산광역시도 제7706호선 | 녹산산단382로, 녹산산단381로                             | 녹산해안로                | 녹산산업북로                         | 1.6km   |                                        |
| 7707 | 부산광역시도 제7707호선 | 녹산산업북로                                             | 화전로                    | 녹산산업도로                         | 3.6km   |                                        |
| 7708 | 부산광역시도 제7708호선 | 신호산단1로                                              | 대1-21호선                | 녹산신호 교차로                      | 2.4km   |                                        |
| 7709 | 부산광역시도 제7709호선 | 화전산업대로                                             | 신호대교 교차로           | 국도 제2호선                         | 2.8km   |                                        |
| 7710 | 부산광역시도 제7710호선 | 명지오션시티4로                                          | 대1-20호선                | 명지동 3-100                         | 1.0km   |                                        |
| 7711 | 부산광역시도 제7711호선 | 서낙동강 강변도로                                        | 남해고속도로지선          | 공항로                               | 12.8km  |                                        |
| 7712 | 부산광역시도 제7712호선 | 명지오션시티1로                                          | 대1-20호선                | 대1-20호선                           | 3.4km   |                                        |
| 7713 | 부산광역시도 제7713호선 | 과학산단로                                               | 구랑동(광로3-20호선)      | 과학단지 서측구역 계                 | 5.7km   |                                        |
| 7714 | 부산광역시도 제7714호선 | 과학산단1로, 과학산단2로                                 | 과학단지 남측구역 계      | 과학단지 북측구역 계                 | 2.1km   |                                        |
| 7715 | 부산광역시도 제7715호선 | 양운로, 좌동순환로357번길, 청사포로                      | 해운대우회로              | 청사포입구                           | 3.0km   |                                        |
| 9101 | 부산광역시도 제9101호선 | 서동로                                                   | 부곡동 신동아아파트입구   | 금사 교차로                          | 1.9km   |                                        |
| 9102 | 부산광역시도 제9102호선 | 상수로                                                   | 반송로                    | 반여우회로                           | 1.4km   | 미개통                                 |
| 9103 | 부산광역시도 제9103호선 | 좌천로, 해맞이로                                         | 좌천삼거리                | 임랑삼거리                           | 2.3km   |                                        |
| 9104 | 부산광역시도 제9104호선 | 철마로                                                   | 철마면 안평리             | 철마면 보림교                        | 4.9km   |                                        |
| 9105 | 부산광역시도 제9105호선 | 시실로                                                   | 부곡입구사거리            | 명장정수사업소                       | 3.0km   |                                        |
| 9106 | 부산광역시도 제9106호선 | 장안산단로                                               | 국도 제14호선             | 국도 제31호선                        | 3.54km  |                                        |
| 9107 | 부산광역시도 제9107호선 | 개좌로                                                   | 금사교차로                | 회동동                               | 3.4km   |                                        |